# Xã Concord, Quận Adams, Illinois
Xã Concord (tiếng Anh: Concord Township) là một xã thuộc quận Adams, tiểu bang Illinois, Hoa Kỳ. Năm 2010, dân số của xã này là 287 người.